# Bufo menglianus
Espèce
Synonymes
- Torrentophryne mengliana Yang, 2008

Bufo menglianus est une espèce d'amphibiens de la famille des Bufonidae.

## Répartition
Cette espèce est endémique du xian autonome dai, lahu et va de Menglian dans la province du Yunnan en Chine. Elle se rencontre vers 1 650 m d'altitude.

## Étymologie
Cette espèce est nommée en référence au lieu de sa découverte, le xian autonome dai, lahu et va de Menglian.

## Publication originale
- Yang, 2008 : Amphibia.  Amphibia and Reptilia of Yunnan. Yunnan Publishing Group Corporation, Yunnan Science and Technology Press, Kunming, p. 12-152.